# 恆春灰木
恆春灰木（学名：Symplocos koshunensis）为灰木科灰木屬下的一个种。

## 扩展阅读
- 維基物種上的相關：恆春灰木